# Ponte trasbordatore

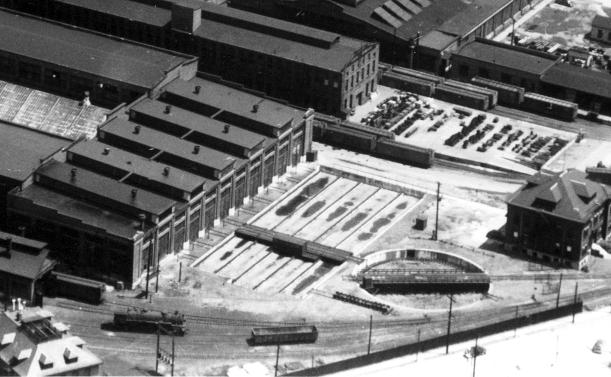
Un impianto dotato di Ponte trasbordatore e Piattaforma girevole

Un ponte trasbordatore, definito spesso carrello trasbordatore, è una infrastruttura ferroviaria che serve a trasportare i rotabili ferroviari da un binario ad un altro parallelo.

## Struttura
Il ponte trasbordatore è essenzialmente costituito da una coppia di rotaie di adatta lunghezza fissate sopra una struttura di ferro a travata o a traliccio che è montata su ruote che scorrono su apposite rotaie ortogonali ai binari traslando i veicoli da un binario ad altri paralleli. La struttura è utilizzata al posto delle piattaforme girevoli sia nei depositi locomotive che nelle Officine Grandi Riparazioni. A volte trovano impiego anche in scali ferroviari merci per la movimentazione di carri ferroviari
I ponti trasbordatori possono essere di due tipologie differenti:
- Ponti o carrelli trasbordatori a raso
- Ponti o carrelli trasbordatori a fossa.

La prima espressione definisce quelle strutture i cui binari di traslazione laterale sono fissati allo stesso livello dei binari di servizio; queste trovavano impiego generalmente nelle stazioni, ma oggi sono quasi del tutto scomparse.
La seconda definisce quelle strutture in cui i binari di traslazione si trovano più in basso entro una cavea. Le strutture più grandi sono quelle del secondo tipo e trovano impiego ancor oggi nelle grandi officine di riparazione ferroviarie..